# John Röhl
Pour les articles homonymes, voir Röhl (homonymie).
John Charles Gerald Röhl (né le 31 mai 1938 à Londres et mort le 17 novembre 2023) est un historien britannique reconnu comme l'un des plus grands experts de la période wilhelmienne. Sa biographie du Kaiser Wilhelm II est considérée par l'historien australien Christopher Clark comme un « exemple unique de travail scientifique exceptionnel ». Clark contredit néanmoins les propos de Röhl sur la grande complicité du dernier empereur dans le déclenchement de la Première Guerre mondiale.

## Œuvres
- Wilhelm II., Die Jugend des Kaisers 1859-1888, C.H. Beck, München, 1993,  (ISBN 3406376681)
- Wilhelm II. Der Aufbau der Persönlichen Monarchie 1888-1900, C.H. Beck, München, 2001,  (ISBN 3406482295)
- Kaiser, Hof und Staat. Wilhelm II. und die deutsche Politik, C.H. Beck, München, 2002,  (ISBN 3406494056)